# ジヒドロミルセノール
ジヒドロミルセノール（英: Dihydro myrcenol）は、化学式C10H20Oで表される有機化合物である。ミルセノールの関連化合物の中でも最も強く甘いライムの香りを持つ無色の液体で、香料として利用される。天然からは発見されていない。

## 用途
ライム、シトラス、フルーツ香を持つ無色の液体で、市販品は20～40%程度のジヒドロミルセンを含有する。ミューゲ、スズラン、ライラック、ヒヤシンスなどのフローラル系やシトラス、ライムタイプの調合香料に利用される。特に男性用化粧品向けの需要が大きく、全世界で数千トンの需要がある。

## 合成
ピナンからジヒドロミルセン経由で合成される。